# Мартиноли, Терезио Витторио
Терезио Витторио Мартиноли (итал. Teresio Vittorio Martinoli; 1917—1944) — первый по результативности итальянский лётчик-истребитель во Второй мировой войне, воевавший на стороне нацистской Германии. Произвёл 276 боевых вылетов, лично сбил 22 самолёта противника.

## Биография
Родился 26 марта 1917 года в городе Новара итальянской провинции Пьемонт.
С детства мечтал стать летчиком и в 1937 году он получил лицензию пилота планёра, а в 1938 году — лицензию пилота самолёта.
Поступив на службу в Королевские военно-воздушные силы Италии (итал. Regia Aeronautica), Мартиноли прошел курс подготовки летчика-истребителя в авиашколе на аэродроме города Геди в 57 км западнее Вероны, где получил звание сержанта и был направлен в 366-ю эскадрилью 151-й группы 53-го воздушного объединения, расположенного на аэродроме коммуны Казелле-Торинезе. Незадолго до вступления Италии во Вторую мировую войну Мартиноли перевели в 384-ю эскадрилью 157-й группы, оснащенной истребителями Fiat CR.42 и базировавшей на аэродроме Трапани в Сицилии.
Свою первую воздушную победу Терезио Мартиноли одержал 13 июня 1940 года, сбив над Тунисом английский (по другим данным французский) бомбардировщик. До 8 сентября 1943 года, когда Италия подписала документы о безоговорочной капитуляции, у итальянского аса было 22 победы, большинство из которых было достигнуто на самолёте C.202 Folgore, но его карьера в качестве летчика-истребителя не закончилась. 13 октября Италия снова вступила во Вторую мировую войну уже на стороне союзников, и из подразделений бывших Королевских военно-воздушных сил были созданы «Военно-воздушные силы, воюющие совместно с союзниками» (итал. Aeronautica Co-Belligerante), где продолжил службу Мартиноли, получив звание старшего сержанта. Парк самолётов вновь образованных воздушных сил был составлен из отслуживших самолётов союзников.
Погиб Терезио Витторио Мартиноли во время тренировочного полёта 25 августа 1944 года, произошедшей на авиабазе Campo Vesuvio во время переучивания с итальянского самолёта C.205 Veltro на американский P-39 Airacobra, также полученных от союзных воздушных сил.

## Награды
- Был награждён Золотой медалью «За воинскую доблесть» (посмертно) и дважды Серебряной медалью «За воинскую доблесть».
- Также был награждён немецким Железным крестом 2-го класса.